# 머레이커 헨드릭스
머레이커 헨드릭스(영어: Marÿke Hendrikse, 1979년 2월 23일 ~ )는 바하마 태생의 캐나다의 성우이다. 애니메이션 《마이 리틀 포니: 우정은 마법》의 단역 길다 역으로 출연했다.

## 성우 출연작 목록

### 일본 애니메이션
- 블랙 라군 - 레비
- 기동전사 건담 시드 데스티니 - 루나마리아 호크
- 기동전사 건담 더블오 - 왕류메이

### 영미 애니메이션
- 쟈니 테스트 - 수전 테스트
- 마이 리틀 포니: 우정은 마법 - 길다
- 마이 리틀 포니: 이퀘스트리아 걸스 - 레인보우 락 - 소나타 더스크